# محمد مصطفی بغدادی

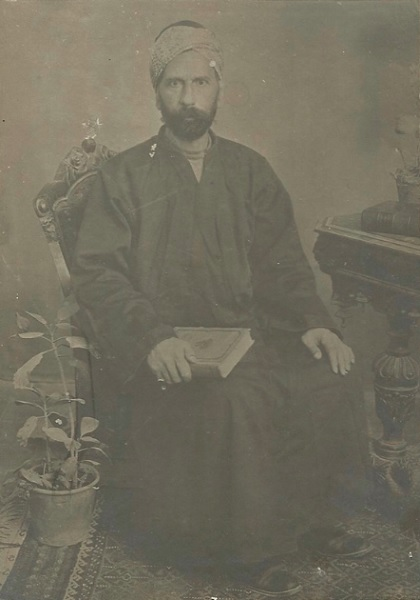
محمّد مصطفی بغدادی

میرزا محمد مصطفی بغدادی (۱۸۳۷/۸–۱۹۱۰) یکی از پیروان برجسته عراقی  آیین بهائی و یکی از ۱۹ حواری بهاءالله بود. وی تا اواخر دهه ۱۸۷۰ در زمره بهائیان سرشناس در عراق می‌زیست و سپس به بیروت نقل مکان کرد و وظیفه ترتیب امور زائرانی را که به دیدار بهاءالله به عکا می‌رفتند بر عهده گرفت. وی سال‌ها بعد در انتقال پیکر باب به عکا نقش مهمی ایفا نمود.
در کودکی خانواده او در بغداد میزبان طاهره بودند و بعدها او را در سفر به ایران همراهی نمودند و با ملا حسین در آنجا ملاقات کردند.

### پیشینه و خانواده
محمد مصطفی، فرزند شیخ محمد شبل بغدادی، از علمای برجسته شهر بود. پدرش، پدربزرگش (سید درویش)، جد پدری‌اش سید شبل و جد بزرگش سید شریف کاظمی، همگی از علمای کوفه بودند، پدرش جندی بعد در سال ۱۸۲۷–۱۸۲۸، یک دهه قبل از تولّد مصطفی، به بغداد نقل مکان کرد و وظیفه تدریس الهیات را به نیابت از سید کاظم بر عهده گرفت. پدر مصطفی نماینده شخصی کاظم در بغداد شد و بعداً یکی از اولین رهبران شیخیه گردید. وی در اواسط دهه ۱۸۴۰ به باب گروید و توسط ملاعلی بسطامی (یکی از حروف حیّ باب) که به بغداد آورده و زندانی شده بود با تعالیم باب آشنا شد. او بعداً سعی کرد باب را در ایران ملاقات کند ولی به علّت تبعید باب به آذربایجان، به خراسان رفت و به جای آن با قدّوس ملاقات کرد.

### سفر به ایران
در سال ۱۸۴۶، هنگامی که مصطفی نه ساله بود، خانواده اش حدود ده هفته میزبان طاهره بودند، در این خانه طاهره پا شور و شوق و بدون حجاب با شاگردانش از لزوم نسخ شریعت سخن می‌گفت و ایشان را تعلیم می‌داد. مصطفی در خدمت او بود و در بغداد و بعدها در ایران پیام‌های او را به مقصد می‌رساند. نامه باب که در آن اعطای لقب طاهره به او تأیید شده بود توسط پدر مصطفی در خانه شان برای جمعی از مردم خوانده شد. زمانی که طاهره سرانجام از بغداد اخراج شد، مصطفی، پدرش و حدود سی مرد مسلح در مارس ۱۸۴۷ به همراه او به ایران رفتند. سفری که خانواده مصطفی هزینه آن را پرداخت کرده بودند، طاهره و همراهان ابتدا به کرمانشاه و سپس به قزوین وارد و پس از حدود یکماه به درخواست طاهره از او جدا شدند و به تهران رفتند تا با ملاحسین که در راه مازندران بود دیدار کنند. آنها بعداً به بغداد بازگشتند، و در آنجا پدر مصطفی در ۱۱ ژوئیه ۱۸۵۰ درگذشت.

### خدمت به بهاءالله
در مدتی که بهاءالله در بغداد بود (۱۸۵۳–۱۸۶۳)، مصطفی به او ارادت یافت و از معدود کسانی بود که قبل از اعلام رسمی بهاءالله در سال ۱۸۶۳، وی را به عنوان موعود باب یعنی من یظهره الله (کسی که خدا او را آشکار خواهد کرد) شناخت. پس از تبعید مجدد بهاءالله، مصطفی به عنوان یکی از رهبران بهائیان عراق شناخته شد و پیروان بهاءالله در مواقع سختی برای کمک به او روی می‌آوردند.
در سال ۱۸۶۷، ۵۳ نفر از بهائیان بغداد برای کمک به آزادی بهاءالله از حصر توسط مقامات عثمانی، درخواستی به کنگره ایالات متحده ارائه کردند. این درخواست به کنسول آمریکا در بیروت رسید و میسیونر آمریکایی هنری هریس جساپ بر آن توضیحاتی نوشت.
در ابتدای سال ۱۸۶۸، تغییر دین مسلمانان سنی مذهب به دین بهائی موجب تحریک مردم شد و بهائیان بغداد بارها دستگیر و زندانی شدند. در آوریل تا ماه مه ۱۸۶۸، سه یا چهار تن از بهائیان بغداد توسط شیعیان ایرانی کشته شدند، که دلیلش احتمالاً خشم آنها از بهائیانی بود که ایام مقدس خود را دربحبوحه مراسمی عزاداری شیعیان جشن می‌گرفتند.
در سال ۱۸۷۲، محمد مصطفی مورد حمله مردم خشمگین قرار گرفت و نزدیک بود کشته شود. دو سال بعد همراه چند تن دیگر از بهائیان بغداد برای مدت هشت ماه به زندان افتاد پس از آزادی از زندان در سال ۱۸۷۴، به عکا سفر کرد و سپس به دستور بهاءالله رهسپار بیروت گردید.
همزمان با آن که محمد مصطفی در بیروت به هماهنگی امور زائران بهائی که عازم فلسطین بودند می‌پرداخت، رابط بین مقامات سیاسی عثمانی و بهائیان نیز گردید و خانه اش محلی برای ملاقات بزرگانی مانند مفتی و خانواده عبدالبهاء شد. او در طول چندین دهه کانون ارتباطات داخلی و خارجی بود. امکاناتی که محمد مصطفی با استقرارش در بیروت برای سامان دادن امور زائرانی که از آن شهر می‌گذشتند فراهم کرده بود از جانب شوقی افندی به عنوان یکی از نشانه‌های بارز قوای محرکه این دیانت در اواخر عمر بهاءالله توصیف شده است.
خانه او در بیروت به مدت دوازده روز در ژانویه ۱۸۹۹ میزبان پیکر باب بود که مخفیانه از ایران از طریق بغداد، دمشق و بیروت به عکا منتقل می‌شد. تابوت پیکر باب توسط محمد مصطفی و هفت تن دیگر بر روی دست از بیروت به عکا حمل شد و در ۳۱ ژانویه ۱۸۹۹ به مقصد رسید.
پس از درگذشت بهاءالله در سال ۱۸۹۲میلادی محمد مصطفی به عنوان نماینده عبدالبهاء در بیروت به انجام وظیفه پرداخت. با افزایش سن بینایی او به تدریج ضغیف تر می‌شد. در سال ۱۹۱۰ وی به سمت شمال به شهر الکساندرتا (اسکندرون) نقل مکان کرد و پس از مدّت کوتاهی در آن شهر درگذشت.

### میراث
محمد مصطفی تاریخچه ای از نهضت بابی به نام رساله الامریه نوشت که توسط احمد سهراب به الرساله التسع عشریه (رساله نوزده) ضمیمه شد. این آثار در سال ۱۹۱۹ در قاهره منتشر شد عباس امانت در رستاخیز و نوزایی دربارهٔ آثار مصطفی مطالبی نگاشته است.
مصطفی اشعاری هم به درخواست ادوارد براون سروده که اکنون در کتابخانه دانشگاه کمبریج نگهداری می‌شود. براون در ۲۲ آوریل ۱۸۹۰ در بیروت، در بازگشت از دیدار با بهاءالله با او ملاقات کرد و شرحی بر این ملاقات نوشته است.
شوقی افندی، ولی امر دیانت بهائی محمد مصطفی را به عنوان یکی از نوزده  حواری بهاءالله برشمرده و او را همردیف بهائیان برجسته ای قلمداد می‌کند که معادل دوازده حواری مسیحیان هستند.

تدفین محمد مصطفی شخصاً توسط عبدالبهاء ترتیب داده شد و هم او متن سنگ مزار وی را نوشت. عبدالبهاء در دربارهٔ او در تذکرة الوفا می‌نویسد:
با وجود آنکه تعرّض شدید بود و عقوبت پدید و یاران هر یک در زاویه تقیّه در نهایت خوف و بیم در چنین اوقاتی آن شخص کریم در نهایت شجاعت جسورانه حرکت می‌نمود و مردانه مقاومت هر ظالمی می‌کرد کسیکه در عراق در تاریخ هفتاد شهیر به محبّت نیّر آفاق بود این ذات محترم بود چند نفسی دیگر که در دارالسّلام و حوالی بودند در زوایای احتیاط و کتمان خزیده اسیر نسیان بودند باری، این هژبر فائق در هر کوئی جسورانه و مردانه عبور و مرور می‌نمود و عوانان از قوّت بازو و شدّت بأس او جرأت تعرّض نمی‌نمودند
محمد مصطفی سه پسر داشت: حسین اقبال (۱۸۶۴–۱۹۵۲)، علی احسان (۱۸۷۴–۱۹۱۷) و ضیاء مبسوط (۱۸۸۴–۱۹۳۷). پسر چهارم به نام امین ابوالوفا در سال ۱۸۷۸ به دنیا آمد اما در سال ۱۸۹۸ درگذشت. ضیاء مبسوط از بهائیان سرشناس در ایالات متحده بود، از سال ۱۹۱۱ تا ۱۹۱۵ به هیئت تحریریه نجم باختر پیوست، عبدالبهاء را در سفرهایش همراهی کرد، بر ساختمان مشرق الاذکار بهائی نظارت داشت، نقش مهمّی در جنبش آمریکائی وحدت نژاد ایفا کرد. وی خاطرات خود را تحت عنوان الرحلة البغدادیهبه رشته تحریر درآورده است یکی از پسران علی احسان، جمیل بغدادی (۱۹۱۳–۱۹۸۷)، سال‌ها منشی محفل روحانی ملی عراق بود و در جریان سرکوب فعالیت‌های بهائیان توسط دولت به مدت شش سال (۱۹۷۳–۱۹۷۹)را در زندان سپری کرد. پسر دیگر علی احسان، عباس بغدادی (۱۹۱۵–۱۹۷۵)، استاد زمین‌شناسی در دانشگاه بغداد (۱۹۶۱–۱۹۷۱) بود، در جریان سرکوب زندانی و در ۲۰ ژانویه ۱۹۷۵ در حبس درگذشت. پسر دیگر علی احسان، ادیب راضی بغدادی (۱۹۸۸–۱۹۰۵)، عضو محفل روحانی ملی عراق و صندوقدار یا منشی آن بود. وی اولین مهاجر جنوب یمن (۱ دسامبر ۱۹۵۲) بود و عنوان یکی از فاتحین بهاءالله را دریافت کرد و بعدها به عضویت محفل ملی کویت و لبنان درآمد.